# Charles-Claude-Ange Dupleix
Pour les articles homonymes, voir Dupleix.
Pour les autres membres de la famille, voir Famille Dupleix.
Charles-Claude-Ange Dupleix, seigneur de Bacquencourt, est un fermier général français, né le 8 janvier 1696 à Landrecies et mort le 13 novembre 1750 à Paris.

## Biographie
Frère aîné du gouverneur général de la Compagnie des Indes, Joseph François Dupleix, tous deux fils de René-François Dupleix, Charles-Claude-Ange épouse à Paris, paroisse Saint-Paul, le 19 mars 1724, Jeanne-Henriette de Laleu (1709-1736), issue d'une famille de marchands-bourgeois de Paris. 
Lors de son mariage, Dupleix de Bacquencourt disposait déjà, à 28 ans, d’une fortune considérable. Il occupait alors le poste de directeur général des privilèges exclusifs du tabac et du café en Guyenne et Béarn. À partir de 1731, il est fermier général. Trois fils voient alors le jour : 
- Guillaume-Joseph (1727-1794), chevalier, seigneur de Bacquencourt, conseiller du roi, maître des requêtes ordinaires, et intendant de justice, police et finances de la généralité d'Amiens, puis de Bretagne ;
- Pierre-François Denis (né le 29 juin 1734), seigneur du Pècle, conseiller au Grand Conseil le 12 mai 1756 sur démission de son frère aîné ;
- Marc-Antoine (1736-1803), seigneur de Pernan, maréchal général des logis des camps et armées du Roi, colonel d'infanterie, chevalier de Saint-Louis :
  - Charles Joseph (1766-1835), haut fonctionnaire, député et pair de France.

Anobli en 1734, grâce à l’obtention de la charge de conseiller-secrétaire du roi, maison et couronne de France, Dupleix de Bacquencourt devient veuf le 1er janvier 1736 et se remarie le 3 juin 1739 avec Marguerite-Françoise de Rheims (1719-1742), fille de Marie-Elisabeth-Christine de Lenoncourt et d’Antoine-Bemard de Rheims, baron du Saint-Empire, chambellan du duc Léopold de Lorraine et lieutenant des chevau-légers de sa garde. Ils auront ainsi un autre fils :
- Charles-François, qui meurt rapidement, le 5 mars 1748.

À nouveau veuf, il épouse en troisièmes noces, Marie-Augustine Erard (ou d'Erard) de Ray, fille d'Augustin-René d'Erard, baron de Ray, colonel du régiment de Vivarais, brigadier des armées du Roi, chevalier de Saint-Louis et de Saint-Lazare et de Marie-Françoise-Gabrielle de Châteauthierry. Cette troisième épouse est copropriétaire du château du Fontenil (héritage de la famille Du Buc) près de L'Aigle avec son frère Augustin Louis d'Erard de Ray, baron puis marquis de Ray.
Selon les Mémoires et essays pour servir à l'histoire du Publicanisme moderne contenant l'origine, noms, qualité, bonnes et mauvaises inclinations, les portraits et histoires abregées de nosseigneurs les Fermiers Généraux, depuis l'année 1720 jusqu'en 1750, on bénéficie d'un portrait littéraire du fermier général:

« [Dupleix de Bacquencourt] Estoit du maconnois, petit-fils d'un notaire de la ville de Macon, il a eu un oncle voiturier dans le même pays, son père a été commissaire général de la compagnie des indes, et ensuite sous-fermier, son frère a été gouverneur de Pondichéry aux grandes Indes pour la compagnie de ce nom, où il s'est enrichi à milliards, il y a encore des parents du même nom de Dupleix à Macon, pour lesquels il n'a voulu jamais rien faire, il en était venu un à Paris pour avoir de l'employ pour son moyen, il a eû toutes les peines du monde a le reconnaistre, et n'a jamais voulû rien faire pour luy, si bien que le pauvre diable s'en est retourné comme il est venu, détestant le sot orgüeil de son parent.

Après avoir occupé divers employs considérables, surtout de directeur général des fermes à Bordeaux, il fut nommé fermier général en 17[31] après le décès de Mr Teissier, il est mort en place. On trouva après son décès quarante mille lois d'or, et de l'argent à proportion.

Il étoit fort au fait des fermes, bon travailleur, extrêmement vif et bouillant, fastueux, et orgueilleux. Ce dernier vice luy a fait faire une fondation assez singulière dans un terre qu'il a acquise auprès de Soissons, son frère le gouverneur de Pondichéry, ayant soutenû assez glorieusement le siège, que les anglois y avaient mis par terre et par mer ; celuy-cy pour en conserver la mémoire, a fait et établi un fond pour marier douze garçon par an, et que les enfants provenant de ces 12 mariages, les mâles auraient chacun 150 livres et les filles 100 livres argent comptant. »

Barthélémy Mouffle d'Angerville, dans sa Vie privée de Louis XV (publié en 1784), nous en dresse également un fort peu glorieux tableau : « Le fermier général est un homme haut, bas, bourru & très dur, incapable de rendre service. Il a eu trois femmes, toutes trois de mérite. Il mourut le 13 novembre 1750, âgé de 56 ans, de chagrin du procès de son frère, gouverneur de Pondicherys contre le fameux la Bourdonnaye, au sujet du pillage de Madrass dont Dupleix & la Bourdonnay ont profité au désavantage du roi ».

## Iconographie
Le portrait de Charles-Claude-Ange Dupleix de Bacquencourt par Hyacinthe Rigaud a été peint en 1738 contre six cents livres.